# Бочонкообразные голотурии
Бочонкообразные голотурии (лат. Molpadida) — отряд иглокожих из класса голотурий. Форма тела веретенообразная, в отличие от других голотурий, задний конец их тела сужен и образует отчетливый «хвост». Хотя у них есть щупальца вокруг рта, у них нет настоящих амбулакральных ножек, и поэтому считается, что они в родстве с отрядом Apodida.
У них пятнадцать сильно разветвленных щупалец и крепкое тело. У них имеются водные легкие и продольные амбулакральные сосуды. Косточки, мельчайшие известковые пластинки, встроенные в кожу и характерные для каждого вида, имеют форму столиков, якорей, веретенообразных стержней и перфорированных пластин, но никогда колесиков.
Как и их родичи из отряда Apodida, они зарываются в мягкий грунт, но ведут относительно малоподвижный образ жизни и редко передвигаются после того, как выкопали нору. Нора имеет U-образную форму, с одного конца торчат щупальца животного.

## Классификация
На ноябрь 2023 года в отряд включают 3 семейства:
- Caudinidae Heding, 1931
- Eupyrgidae Semper, 1867
- Molpadiidae J. Müller, 1850